# Подводные лодки типа I-200
Подводные лодки типа I-200 (яп. 伊二〇一型潜水艦), также известные как тип «Сентака» или «СТ» — серия японских дизель-электрических подводных лодок периода Второй мировой войны. Спроектированы в 1943—1944 годах, одни из самых быстроходных подводных лодок своего времени. Всего в серии планировалось построить 23 лодки, первая из которых была заложена в марте 1944 года, однако строительство большинства из них было отменено. Начата была постройка лишь восьми кораблей этого типа, из которых только три были завершены до окончания войны. Из-за позднего появления, ни одна из этих подводных лодок не участвовала в боевых действиях.

## Представители
| Заводской номер | Дата закладки | Спуск на воду   | Ввод в строй    | Судьба                                                                    |
| --------------- | ------------- | --------------- | --------------- | ------------------------------------------------------------------------- |
| I-201           | март 1944     | 1944            | 2 февраля 1945  | сдалась 27 августа 1945, затоплена в 1946                                 |
| I-202           |               | 1944            | 12 февраля 1945 | сдалась 29 августа 1945, затоплена 5 апреля 1946                          |
| I-203           |               | 1944            | 29 мая 1945     | сдалась в августе 1945, затоплена в 1946                                  |
| I-204           |               | 16 декабря 1944 | −               | потоплена в ходе воздушного налёта 22 июня 1945                           |
| I-205           |               | 15 февраля 1945 | −               | повреждена в ходе воздушного налёта, пущена на слом                       |
| I-206           |               | 23 марта 1945   | −               | строительство остановлено в марте 1945, потоплена в шторм 25 августа 1945 |
| I-207           |               | −               | −               | строительство остановлено в марте 1945, пущена на слом в 1945             |
| I-208           |               | −               | −               | строительство остановлено в марте 1945, пущена на слом в 1945             |
| I-209 — I-223   | −             | −               | −               | не строились                                                              |